# Jaime Alfonso Sandoval
Jaime Alfonso Sandoval (San Luis Potosí, 1972) es un escritor y guionista mexicano. Es guionista de televisión y se ha especializado en literatura infantil y juvenil. Ha ganado diversos premios y reconocimientos por su obra, tanto en México como en el extranjero.[cita requerida]

## Biografía
Nació en 1972 en San Luis Potosí, México. Comenzó la carrera de Letras Hispánicas en la facultad de filosofía y letras de la UNAM, misma que cambió para estudiar tiempo completo la carrera de realización cinematográfica en el Centro Universitario de Estudios Cinematográficos (CUEC) de la UNAM.
Estudió el diplomado en creación literaria en la Escuela de Escritores de la Sociedad General de Escritores de México (SOGEM), siendo parte de la novena generación; fue parte del taller de dramaturgia de Hugo Argüelles. Dos de sus libros más conocidos son El club de la salamandra y La ciudad de las esfinges.

## Actividades profesionales
Formó parte del grupo escénico literario Cajón Abierto. Comenzó escribiendo teatro y participó en los ciclos de lecturas obra en atril del foro Luces de Bohemia de la Ciudad de México. Durante varios años participó en la sección Gente Chiquita del periódico Reforma. Durante el 2002 fue conductor de apoyo del programa de televisión El Pozo transmitido por CNI Canal Cuarenta. A partir del 2005 entró a trabajar como guionista de Once Niños, del Canal Once TV México (XEIPN-TV) del Instituto Politécnico Nacional, entre los que destacan los programas Cuentos de Pelos, Fonda Susilla, Woki-Tokis, El Show de los Once, Futboleros, Te reto, Perros y tucane, etc. Trabajó también como guionista de la primera temporada del programa Paso de Gato en Canal 22. Fue colaborador del proyecto Nueva Biblioteca del Niño Mexicano, y ha participado con varios textos en los Libros de Lectura de la SEP.
En 1997 escribe su primera novela juvenil El Club de la Salamandra, que obtiene el premio Gran Angular convocado por Ediciones SM y CONACULTA. A partir de entonces desarrolla una carrera paralela a su actividad de guionista, como escritor de literatura infantil y juvenil. En 2009 formó parte de los escritores invitados al Salon du livre en París, dedicado ese año a México, titulado como Un mosaico de diversidad.
En 2011 fue invitado al Salón del Libro y la prensa de literatura infantil y juvenil de Montreuil, Francia evento que tuvo a México como país invitado especial.
En 2013 Participó en LeáLA, Feria Nacional del Libro en Los Angeles California. En el mismo año fue invitado al festival Belles Latinas en Francia, y participó en actividades culturales en Lyon, Saint-Etienne, Roanne y otras ciudades francesas.[cita requerida]

## Premios y reconocimientos
En 2011 obtiene el Premio de novela juvenil FeNal-Norma por la obra Operativo Nini. Convocado por Editorial Norma y la Feria Nacional del Libro de la ciudad de León Guanajuato.
Recibió el Primer lugar en el Premio de Cuento de Ciencia para niños, con el texto Aldo y el Celular Maravilloso. convocado por el Instituto de Ciencia y Tecnología de la Ciudad de México en 2009.
Algunas de sus obras han sido seleccionadas para el programa Biblioteca de Aula de la SEP como Murmullos bajo mi cama (2009), Confidencias de un superhéroe (2008) y El club de la salamandra (1999) dentro del programa Libros del Rincón de la SEP.
También obtuvo el Primer lugar en el Premio de Literatura Infantil El Barco de Vapor, convocado por Ediciones SM y Conaculta por la obra Fantasmas, espectros y otros trapos sucios en 2006.
En 2002 le otorgaron el Primer lugar en el Premio Nacional de Literatura Infantil, Castillo de la Lectura, por la obra: Confidencias de un superhéroe, que obtuvo el reconocimiento de la revista norteamericana Críticas como una de las mejores publicaciones en español para niños.[cita requerida]
En 1997 obtuvo el Primer lugar en el Premio Gran Angular de Novela Juvenil convocado por Ediciones SM y Conaculta con la obra: El club de la salamandra. Repitió el primer lugar en 2001 Premio Gran Angular con la obra República Mutante.
En 1998 obtiene el primer lugar en el Premio FILIJ de cuento infantil, con la obra Murmullos bajo la cama y es seleccionado para el catálogo White Ravens de ese año en la biblioteca de la juventud de Múnich, Alemania, por la novela El club de la Salamandra.

## Libros
- 1997 El club de la salamandra. Ediciones SM. Colección Gran Angular. México. ISBN 9706884920
- 1998 La ciudad de las esfinges. Ediciones SM. Colección Barco de Vapor, serie roja. México. ISBN 9706883843 (Dicha obra se reedita en el 2000, en España, colección El Navegante. Madrid).
- 1998 Murmullos bajo mi cama. Ediciones Corunda. Obra ganadora del premio de cuento de la Feria Internacional del Libro Infantil y Juvenil de la CDMX en 1998. En 2009 el relato fue reeditado por Ediciones SM. Colección Los Piratas del Barco de Vapor. México. ISBN 9786074710168
- 2001 República mutante. Ediciones SM. Colección Gran Angular. México. ISBN 970688159X
- 2001 Confidencias de un superhéroe. Ediciones McMillan-Castillo. México. ISBN 9789702009924
- 2005 Padres Padrísimos S.A. Ediciones Progreso. Colección Rehilete. México. ISBN 9706416420
- 2006 Fantasmas, espectros y otros trapos sucios. Ediciones SM. Serie roja de la colección El Barco de Vapor. México. ISBN 9707850604
- 2010 Agencia de detectives escolares. Editorial Norma. Colección Torre de Papel. México. ISBN 9786079107062
- 2011 Operativo nini. Editorial Norma. Colección Zona Libre. México. ISBN 9786079107888
- 2011 Las dos muertes de Lina Posada (Mundo Umbrío I). Ediciones SM. México. ISBN 9786072402799
- 2012 Unidad Lupita. Editorial SM. Publicación como libro independiente del cuento incluido en 2002 en la antología Abriendo brecha.
- 2012 La nana electrónica. Ediciones El Arca. México. ISBN 9786078057320. Norma reeditó el libro en 2017. ISBN	9786071306722.
- 2013 Agencia de detectives escolares 2. La criatura del campamento- (con ilustraciones de Jimena Sánchez). Editorial Norma. Colección Torre de Papel. México. ISBN 9786077221326
- 2013 La traición de Lina Posada (Mundo Umbrío II). Ediciones SM. México. ISBN 9786072407855
- 2014 Marina la furiosa (con ilustraciones de Marcos Almada). Editorial 3 Abejas. México. ISBN 9786078306046
- 2014 Tobías y sus 99 hermanos (con ilustraciones de Rodrigo Vargas). Editorial 3 Abejas. México. ISBN 9786078306152
- 2014 Max el terrible (con ilustraciones de Paula Laverde). Editorial Norma. México. ISBN 9786071302113
- 2015 La venganza (Mundo Umbrío III). Ediciones SM. México. ISBN 9786072418257. Montena publicó una versión extendida en dos tomos: La venganza (2021) y La guerra de guerras (2022).
- 2016 Agencia de detectives escolares 3. El caso de la novia del esqueleto. Editorial Norma. Colección Torre de Papel.
- 2016 Control total (para hermanos y otras molestias). Editorial Edelvives. Colección Ala Delta Colibrí.
- 2017 El genio pirata. Ediciones SM. Colección El Barco de Vapor. Serie blanca. ISBN 9786072424647.
- 2018 La tienda del señor Rigo. Planetalector. México. ISBN 978-6070745713.
- 2018 Méxicoland. Montena. México. ISBN	9786073162517.
- 2018 Los fantasmas de Fernando. Fondo de Cultura Económica. México. ISBN 978-607-16-5851-7.
- 2019 Doce sustos y un perico. Grijalbo. México. ISBN 978-607-31-7168-7.
- 2019 Lentes para toda ocasión. Planetalector. México.
- 2020 Campamento Miedo. Montena. México.
- 2021 Ciudad Miedo. Montena. México.
- 2022 Tiempos canallas. Océano. México.
- 2022 Cuentos justos para tiempos injustos. Ediciones SM. Colección El Barco de Vapor. México.

## Colaboraciones
- 2002 "Unidad Lupita" (cuento), en la antología Abriendo brecha, volumen 2. Ediciones del IEDF. México. Dicha obra se adaptó posteriormente a teatro (compañía itinerante del IEDF). ISBN 9685505128
- 2011 "Aldo y el celular maravilloso" (cuento ganador), en Aldo y el celular maravilloso y otros cuentos. Instituto de Ciencia y Tecnología del Gobierno del Distrito Federal. México.
- 2011 "Contagio de bostezos", "La tetra tienda", "Escuela para sonámbulos", "Clasificación pedística", "Súper cucaracha", "La vida es una montaña rusa", "La venganza del pastel", "Pizza Total", "Saludos desde Volovia" (cuentos), en Espejos, mocos, cucarachas... y otras pócimas curiosas, de Kirén Miret (compiladora). Ediciones SM. México. ISBN 9786072402775
- 2012 "Prohibido bailar" (cuento), en Libro de lecturas, quinto grado. SEP. Secretaría de Educación Pública. México. ISBN 9786074697292
- 2012 "Mamá tiene poderes" (cuento), en Libro de lecturas, segundo grado. SEP. Secretaría de Educación Pública. México. ISBN 9786074697261
- 2013 "Santo contra las mujeres vampiro, el cine de barrio que se nos fue", en Función privada. Los escritores y sus películas. Cineteca Nacional. México. ISBN 97860775351404
- 2013 "Suicidio a dúo" (cuento), en Si ya está muerto, sonría. Relatos mexicanos de crueldad y humor negro, de Andrés Acosta (compilador). Ediciones SM, colección Gran Angular. México. ISBN 9786072408937
- 2015 "Piñatas rebeldes" (cuento), en Cumpleaños. Antología conmemorativa de los 20 años del Premio El Barco de Vapor.
- 2015 "Fiesta sorpresa" (cuento), en Fiesta. Antología conmemorativa de los 20 años del Premio Gran Angular México.
- 2015 "Esa tos" (cuento), en Sombras. Cuentos de extraña imaginación, de Carlos Sánchez-Anaya Gutiérrez (compilador). Editorial McMillan-Castillo. México. ISBN 9786076212189
- 2019 "¿Sabes por qué estás aquí?" (cuento), en Acosad@s, de Juana Inés Dehesa, Andrés Acosta, M. B. Brozon y Jaime Alfonso Sandoval. Editorial Nube de Tinta. ISBN 9786073163309

## Traducciones
- Al braille. Cuento Unidad Lupita. IEDF. 2002. ISBN 9685505985
- Al francés. Oasis dans le Pacifique (República Mutante) 2009. París. Thierry Magnier Ediciones. ISBN 9782844207296
- Al holandés. Der Salamander Club (El club de la salamandra), 1999, Ed. Kit Press. Ámsterdam. ISBN 9068328921